# Crown

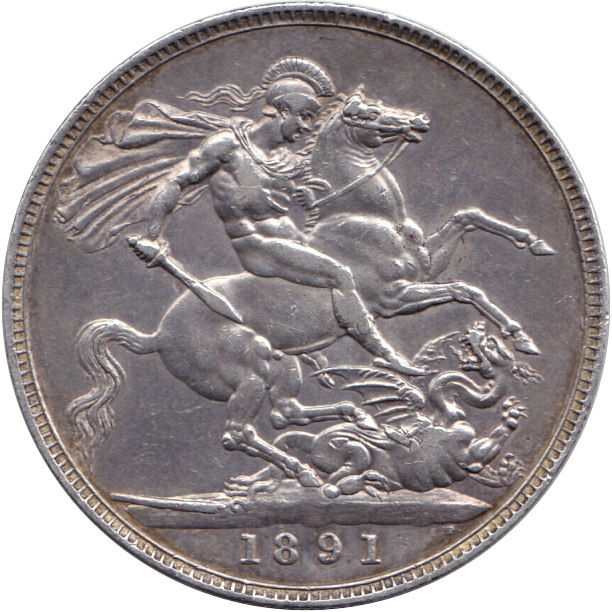
Das Pistrucci-Design

Die Crown ist eine historische britische Münze im Wert von 5 Shilling oder 60 Pence bzw. einem Viertel-Pfund.
Eingeführt wurde die Münze im Zuge der Währungsreform durch Heinrich VIII. im Jahre 1526. Die Crown war zunächst eine Goldmünze und hatte ein Feingewicht von 2,85 Gramm bei 3,11 Gramm Rauhgewicht. Aufgrund einer fortschreitenden Verschlechterung des Goldgehaltes wurde die Crown 1661 durch die Guinee ersetzt.
Die ersten Silber-Crowns wurden während der Regentschaft Eduard VI. geprägt und besaßen einen dem deutschen Taler ähnlichen Feingehalt von 28,546 Gramm. Ab 1816, als das britische Münzsystem standardisiert wurde, betrug dieser noch 26,166 Gramm bei 28,276 Gramm Gewicht und einem Durchmesser von 38,61 mm. Wie bei allen Silbermünzen wurde ab 1920 nur noch 500/1000 Teilen Silber verwendet, ab 1947 wurde die Crown als Kupfer-Nickel-Münze geprägt.

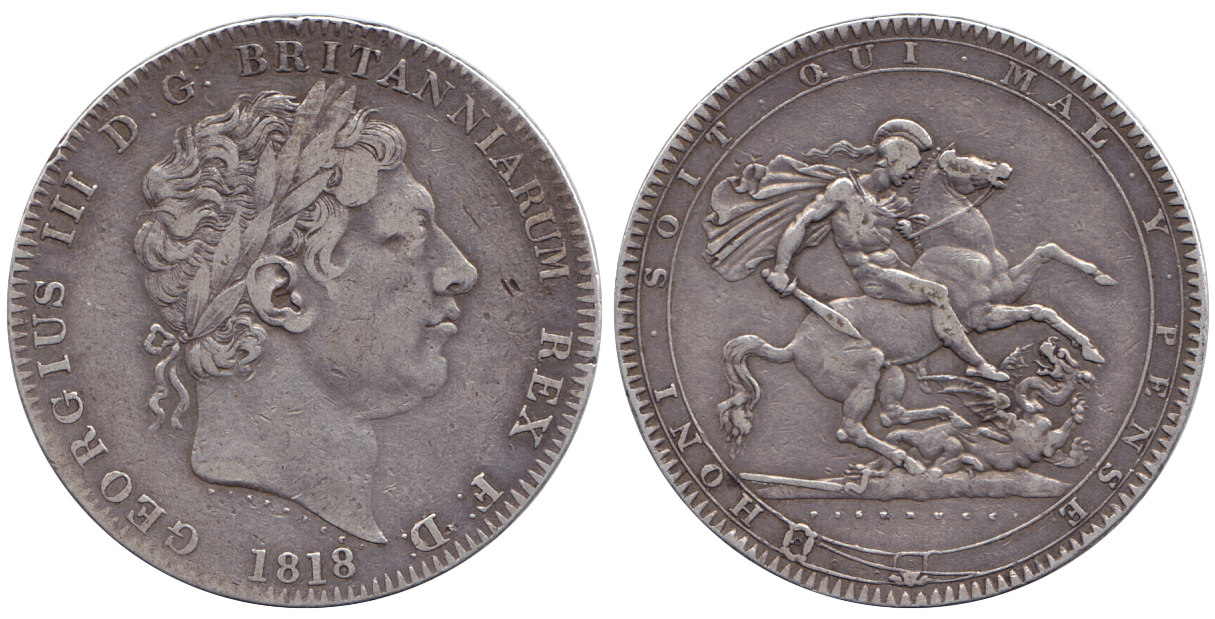
Silberne Krone von König George III, 1818

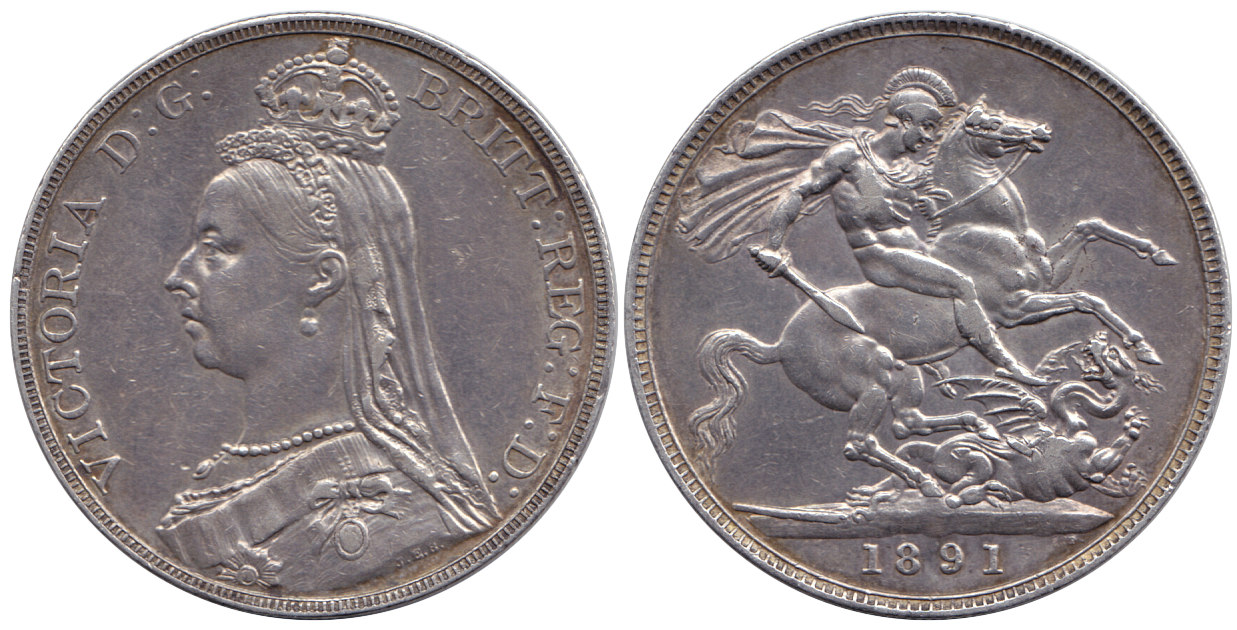
Silberne Krone von Königin Victoria, 1891

Bis 1625 zeigte die Vorderseite den König zu Pferde, die Rückseite das Landesschild unter Kreuz. Seit Charles II. stellt die Vorderseite die Büste des Monarchen dar. Seit 1818 trug die Rückseite den Stempel des Italieners Benedetto Pistrucci (1783–1855), der den heiligen Georg im Kampf mit dem Drachen darstellt. Noch bis heute wird das künstlerische Motiv auch für den Sovereign, eine britische Goldmünze verwendet. Alle Crowns, die während der Regierungszeiten Georg III. (bis 1820) und Georg IV. (1820–1830) sowie von 1887 bis 1902 und von 1937 und 1951 ausgegebenen wurden, tragen das Motiv.
Die Crown wurde als Großmünze nicht jährlich ausgebracht, traditionell jedoch stets im Krönungsjahr eines neuen Monarchen.
Die Prägung der Crown wurde 1968 im Rahmen der Dezimalisierung des englischen Münzsystems eingestellt, jedoch wird seit 1972 zu besonderen Anlässen eine 25-Pence-Münze ohne Wertangabe geprägt, die gemeinhin weiter als Crown bezeichnet wird (beispielsweise anlässlich des silbernen Thronjubiläums von Elisabeth II.).
Eine ab 1549 geprägte Münze mit einem Gewicht von 14,138 g wurde ab 1893 als Half Crown bezeichnet.
Aus der kurzen Zeit der englischen Republik stammt die Cromwellcrown mit dem Brustbild des Lordprotektors Oliver Cromwell.